# Oriana Tovar
Oriana Tovar Karaindos es una esgrimista colombiana, nacida en la ciudad de Bogotá.

## Carrera
Tovar representó a su país en los Juegos Suramericanos de la Juventud celebrados en la ciudad de Lima en 2013 en la modalidad de espada femenino, donde consiguió una medalla de plata. En 2015 integró la selección colombiana que participó en los Juegos Panamericanos de 2015 en Toronto. En 2017 participó en el Campeonato Mundial de Esgrima celebrado en Leipzig, Alemania.
Integró el seleccionado colombiano que participó en la Copa Mundo de Espada de Barcelona en 2018, donde avanzó hasta la fase de eliminación directa. En 2019 logró la medalla plateada por equipos en el Suramericano de Esgrima realizado en Asunción, Paraguay.